# Torre Tribunales II (Tucumán)
El Complejo Tribunales II y Anexo es un complejo que consta de dos torres de 14 y 5 plantas, funcionando como sede anexa de la Corte Suprema de Justicia de la Provincia de Tucumán.
Se encuentra ubicado en la calle 9 de Julio de la ciudad de San Miguel de Tucumán, Provincia de Tucumán, Argentina; frente al Palacio de Tribunales y la Plaza Hipólito Yrigoyen. 

## Historia
En el año 2009 comenzó a planificarse la construcción de una nueva sede anexa al Palacio de Tribunales para poder relocalizar distintas dependencias judiciales ubicadas anteriormente en lugares poco espaciosos y en malas condiciones estructurales para el ejercicio de actividades judiciales.
Ya en 2012 comenzaron las obras para construir las torres por parte de la empresa Falivene SRL. Finalmente, las torres fueron concretadas en 2019 e inauguradas el 6 de diciembre de ese mismo año por el gobernador Juan Manzur y funcionarios de los poderes legislativos y judiciales nacionales y provinciales. La obra tuvo un costo total de USD 8 000 000 y es el quinto edificio más alto de San Miguel de Tucumán desde su apertura.
El Complejo Judicial consta de dos torres de 14 y 5 plantas (sumado a 2 subsuelos) ubicadas en una superficie de 9800 metros cuadrados con capacidad para abarcar 700 empleados judiciales. Las fachadas están vidriadas con una cobertura de parasol de aluminio y un pórtico de acceso con escalinatas de granito. Dentro de las torres se hallan el archivo judicial, biblioteca y diversas dependencias judiciales.